# Tan Zhongyi
Dans ce nom chinois, le nom de famille, Tan, précède le nom personnel.
Tan Zhongyi est une joueuse d'échecs chinoise née le 29 mai 1991. Grand maître féminin  depuis 2009, elle a remporté le Championnat du monde d'échecs féminin 2017 à  Téhéran et le championnat du monde féminin de parties rapides en 2022.
Au 1er février 2013, Tan Zhongyi est la 7e joueuse mondiale et la numéro 4 chinoise avec un classement Elo de 2 530 points.

## Carrière aux échecs

### Championne de Chine
Tan Zhongyi est championne du monde féminine dans les catégories moins de 10 ans (en 2000 et 2001) puis moins de douze ans (en 2002).
Elle remporte le championnat de Chine féminin en 2015, 2020, 2021 et 2022.

### Championne du monde en 2017
En 2015, Tan Zhongyi dispute le championnat du monde d'échecs féminin et est éliminée au deuxième tour par Lela Javakhichvili.
En mars 2017 elle remporte le Championnat du monde d'échecs féminin, à Téhéran, en éliminant : 
- au premier tour : Sabina-Francesca Foisor  (1,5 à 0,5) ;
- au deuxième tour : Padmini Rout (2,5-1,5 après départages) ;
- en huitième de finale : Anna Ushenina (4,5 - 4,5, Tan Zhongyi est qualifiée grâce au partage des points avec les Noirs lors de la neuvième partie décisive) ;
- en quart de finale : Ju Wenjun (1,5-0,5) ;
- en demi-finale : Harika Dronavalli (5 à 4 après départages) ;
- en finale Anna Mouzytchouk[5].

En 2018, elle affronte lors d'un match pour le championnat du monde sa compatriote Ju Wenjun (vainqueur du Grand Prix FIDE féminin 2015-2016). Tan Zhongyi perd le match 4,5 points à 5,5.
En décembre 2022, elle remporte le championnat du monde féminin de parties rapides.
| Année(s)  | Lieu                    | Résultat                                                              | Ultime adversaire                                                     | Adversaires battues                                                                             |
| --------- | ----------------------- | --------------------------------------------------------------------- | --------------------------------------------------------------------- | ----------------------------------------------------------------------------------------------- |
| 2008      | Naltchik, Russie        | deuxième tour                                                         | Pia Cramling                                                          | Tania Sachdev                                                                                   |
| 2015      | Sotchi                  | deuxième tour                                                         | Lela Javakhichvili                                                    | Guliskhan Nakhbayeva                                                                            |
| 2017      | Téhéran                 | championne du monde                                                   | Anna Mouzytchouk                                                      | Sabina-Francesca Foisor Padmini Rout Anna Ushenina Ju Wenjun Harika Dronavalli Anna Mouzytchouk |
| 2018      | Shanghai et Chongqing   | Match perdu contre Ju wenjun (4,5 à 5,5)                              | Match perdu contre Ju wenjun (4,5 à 5,5)                              |                                                                                                 |
| 2018      | Khanty-Mansiïsk, Russie | deuxième tour                                                         | Gulrukhbegim Tokhirjonova                                             | Sun Fanghui                                                                                     |
| 2019      | Kazan, Russie           | 3e-4e du tournoi des candidates avec 7 points sur 14.                 | 3e-4e du tournoi des candidates avec 7 points sur 14.                 | Anna Mouzytchouk Nana Dzagnidzé Alexandra Kosteniouk                                            |
| 2022-2023 | Khiva, Ouzbékistan      | finaliste du tournoi des candidates, finale perdue contre Lei Tingjie | finaliste du tournoi des candidates, finale perdue contre Lei Tingjie | Kateryna Lagno Aleksandra Goriatchkina                                                          |

#### Coupes du monde (depuis 2021)
| Année(s) | Lieu   | Résultat                   | Ultime adversaire                                             | Adversaires battues                                                                 |
| -------- | ------ | -------------------------- | ------------------------------------------------------------- | ----------------------------------------------------------------------------------- |
| 2021     | Sotchi | troisième (demi-finaliste) | Alexandra KostenioukAnna Mouzytchouk (match de classement)    | Betül Cemre Yıldız Marie Sebag Sarah Khademalsharieh Kateryna LagnoAnna Mouzytchouk |
| 2023     | Bakou  | quatrième (demi-finaliste) | Aleksandra GoriatchkinaAnna Mouzytchouk (match de classement) | Julia Ryjanova Mai Narva Zhu Jiner Bela Khotenashvili                               |

### Compétitions par équipe féminines
Tan Zhongyi a représenté la Chine lors des championnats du monde par équipe en 2009 (dans l'équipe de Chine 2), en 2011 (dans l'équipe première), 2013 et 2015, remportant trois médailles d'or individuelles (en 2009, 2011 et 2013), une médaille d'or par équipe (en 2011, au quatrième échiquier), une médaille d'argent par équipe (en 2011, elle jouait au troisième échiquier) et une médaille de bronze par équipe (en 2015, elle jouait au deuxième échiquier). 
Tan Zhongyi a également joué lors de deux olympiades : en 2008, comme échiquier de réserve et en 2015, au quatrième échiquier, la Chine remporta la médaille d'argent par équipe.
Lors de l'olympiade d'échecs de 2016, elle remporte la médaille d'or par équipe et la médaille d'or individuelle au quatrième échiquier de l'équipe de Chine.